# Брютнелл, Эдвард
Эдвард Фредерик Брютнелл (Эдвард Ф. Брютнелл; англ. Edward Frederick Brewtnall; 13 октября 1846, Лондон — 13 ноября 1902, Лондон) — британский художник.

## Биография

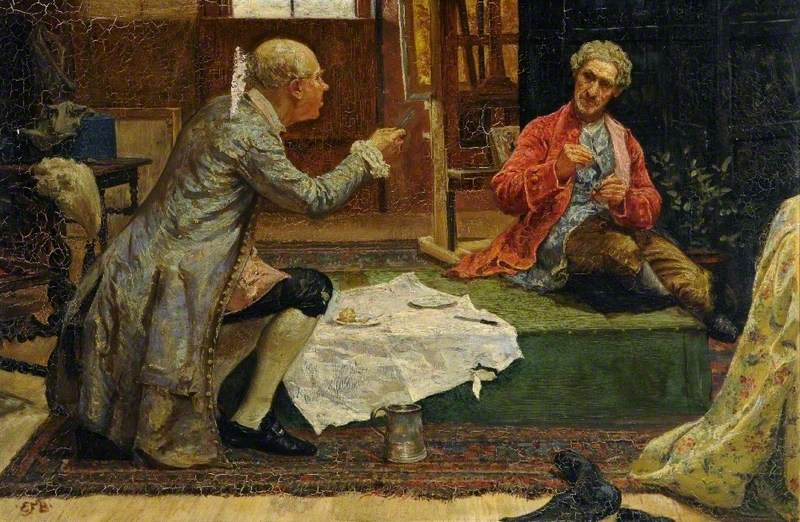
Завтрак (сцена из XVIII столетия: художник и модель)

Родился в 1846 году в Лондоне. Окончил лондонскую Школу искусств Ламбета. Начиная с 1868 года регулярно экспонировал свои работы на основных британских выставочных площадках — в Королевской академии художеств, Королевском обществе британских художников, Галерее Гровенор и Королевском обществе акварелистов, а в 1883 году он стал действительным членом последнего. Брютнелл также был членом Королевского общества британских художников и Королевского института художников, работающих маслом.
Брютнелл работал маслом и акварелью, писал жанровые и мифологические сцены, картины на сюжеты, заимствованные из народных сказок и баллад. В ряде работ Брютнелла ощущается влияние манеры прерафаэлитов, но в полной мере он к этому движению не примыкал.
Помимо станковых картин, создавал многочисленные журнальные и книжные иллюстрации.
Скончался Брютнелл в 1902 году в Лондоне.

## Галерея

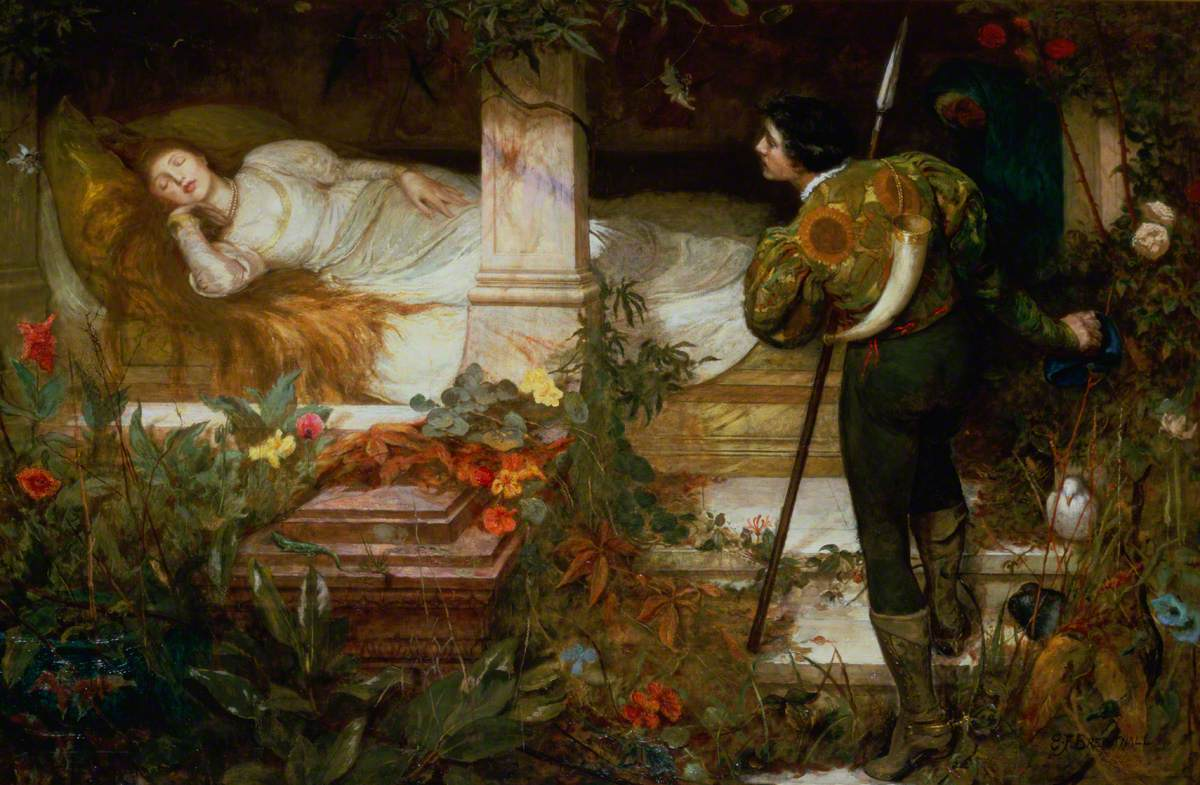
Спящая красавица
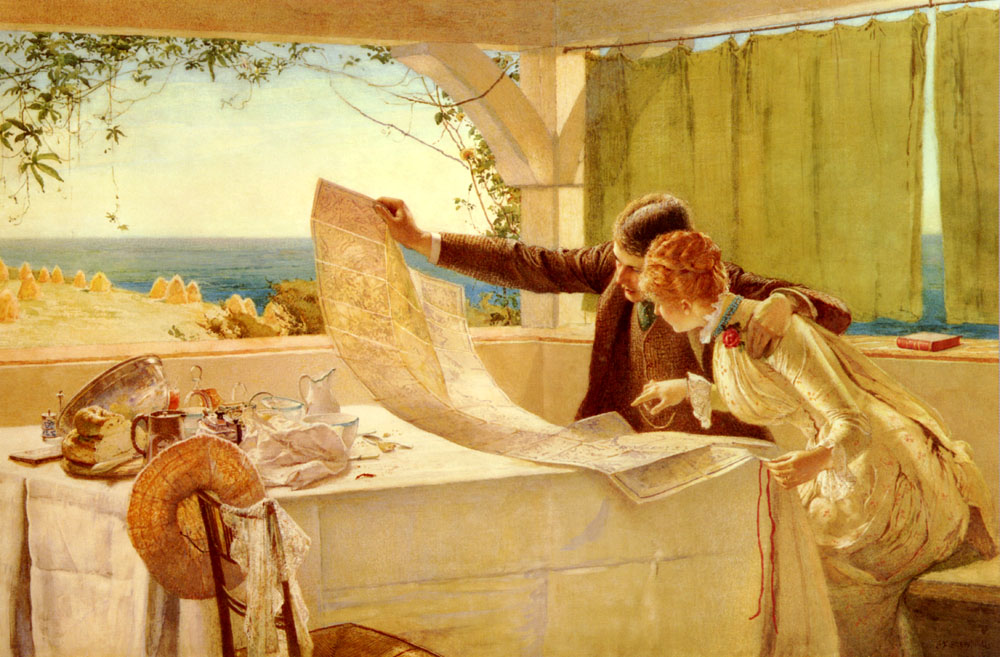
Куда дальше? (1880)
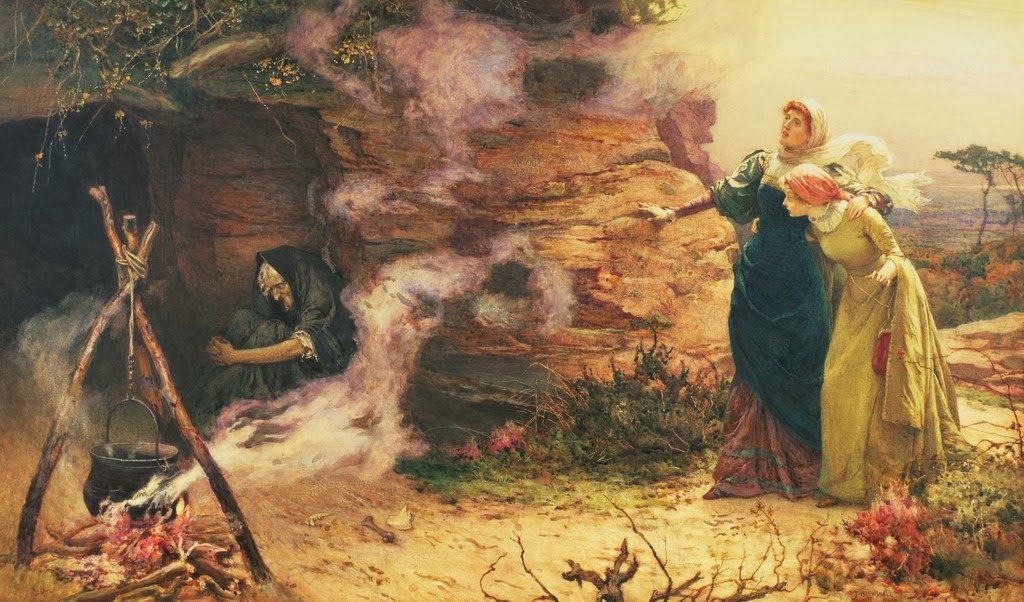
Визит к ведьме (1882)
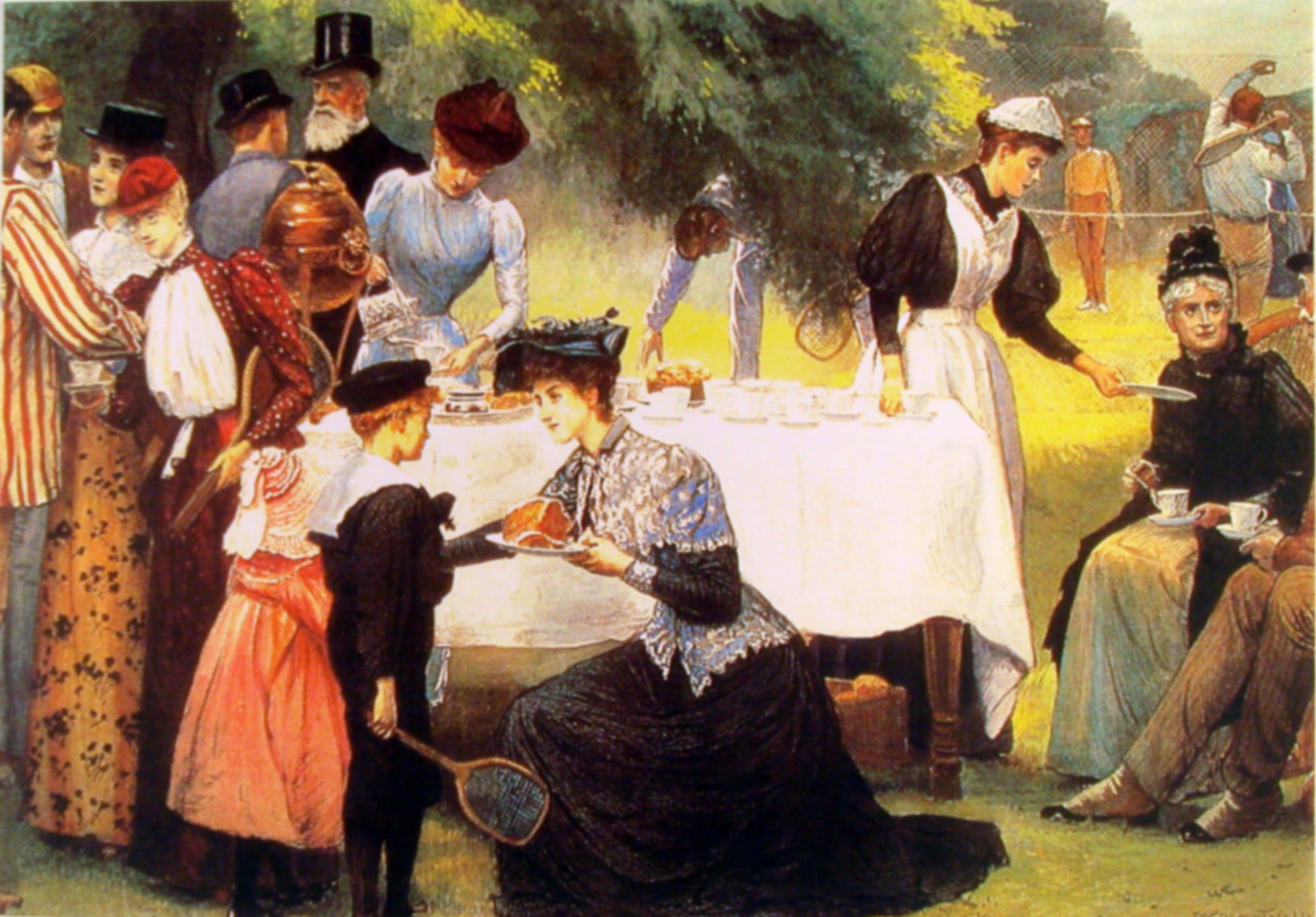
Чай и теннис (1880)